# Tiksi

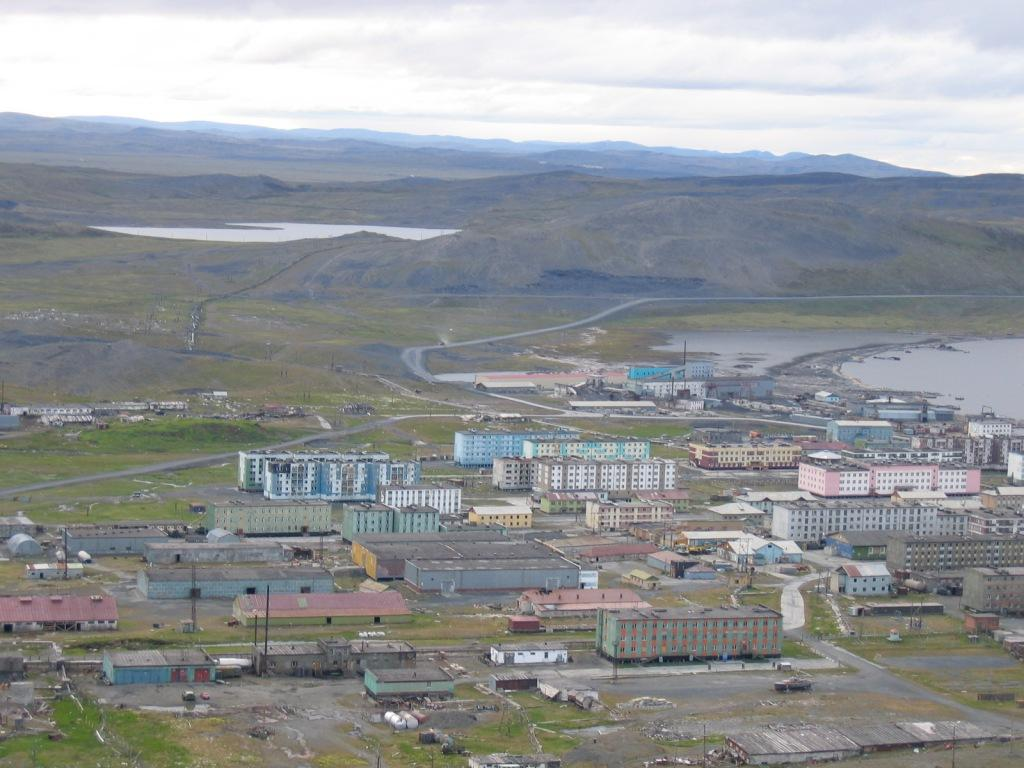
Utsikt över Tiksi (2007).

Tiksi (ryska: Тикси) är ett litet hamnsamhälle vid Norra ishavskusten i delrepubliken Sacha, Ryssland. Hamnen är en av de viktigaste vid Nordenskiölds hav. Här finns också en stor flygplats. Folkmängden uppgick till 4 557 invånare i början av 2015.

## Historia
Staden grundlades 1933 med en hamn som var en viktig anlöpspunkt längs nordsjörutten, den ryska sjöfartslinjen som hålls öppen av isbrytare. 1939 fick staden sin nuvarande status som stadsliknande bosättning. 
Flygplatsen med en 3 000 meter lång landningsbana anlades norr om samhället på 1950-talet. Samtidigt anlades ytterligare två landningsbanor längre från staden; dessa är idag nedlagda. Platserna var framskjutna baser för bombflyg som kunde nå USA.
Vid Sovjetunionens sammanbrott 1989 och den ekonomiska nedgång som följde, försvann det mesta av transportverksamheten, och en stor del av befolkningen flyttade.
Flygplatsen är fortfarande en viktig bas för Rysslands flygvapen. Främst finns här stationerat bombflyg av typen Tupolev Tu-95. Persontrafik bedrivs med Antonov An-24.

## Klimat
|                                            | Jan | Feb | Mar | Apr | Maj | Jun | Jul | Aug | Sep | Okt | Nov | Dec |
| ------------------------------------------ | --- | --- | --- | --- | --- | --- | --- | --- | --- | --- | --- | --- |
| Normaldygnets maximitemperaturs medelvärde | −38 | −34 | −21 | −9  | 3   | 14  | 18  | 14  | 5   | −10 | −29 | −34 |
| Normaldygnets minimitemperaturs medelvärde | −44 | −41 | −35 | −24 | −8  | 3   | 5   | 2   | −3  | −18 | −35 | −41 |
|                                            |     |     |     |     |     |     |     |     |     |     |     |     |
| Nederbörd                                  | 15  | 10  | 10  | 9   | 10  | 31  | 45  | 46  | 29  | 13  | 8   | 16  |

| Diagram | temperaturer i °C • månadsnederbörd i mm | temperaturer i °C • månadsnederbörd i mm | temperaturer i °C • månadsnederbörd i mm | temperaturer i °C • månadsnederbörd i mm | temperaturer i °C • månadsnederbörd i mm | temperaturer i °C • månadsnederbörd i mm | temperaturer i °C • månadsnederbörd i mm | temperaturer i °C • månadsnederbörd i mm | temperaturer i °C • månadsnederbörd i mm | temperaturer i °C • månadsnederbörd i mm | temperaturer i °C • månadsnederbörd i mm | temperaturer i °C • månadsnederbörd i mm |
|         | 15 -38 -44                               | 10 -34 -41                               | 10 -21 -35                               | 9 -9 -24                                 | 10 3 -8                                  | 31 14 3                                  | 45 18 5                                  | 46 14 2                                  | 29 5 -3                                  | 13 -10 -18                               | 8 -29 -35                                | 16 -34 -41                               |

## Befolkningsutveckling
| År   | Folkmängd |
| ---- | --------- |
| 1989 | 11 649    |
| 2002 | 5 873     |
| 2010 | 5 063     |

Uppgifterna är resultat från folkräkningar.